# الجبل الأصفر
هذه المقالة عن الجبل الأصفر قرية مصرية. إذا كنت تبحث عن الجبل الأصفر في السعودية انظر  الجبل الأصفر (السعودية)

الجبل الأصفر إحدى قرى مركز الخانكة التابع لمحافظة القليوبية بجمهورية مصر العربية.

## السكان
بلغ عدد سكان الجبل الأصفر 36,697 نسمة، حسب الإحصاء الرسمي لعام 2006.